# Lycées de l'Indre

## Châteauroux
- Lycée Jean-Giraudoux
- Lycée Pierre-et-Marie-Curie
- Lycée Blaise-Pascal
- Lycée agricole
- Lycée Les Charmilles
- Lycée Sainte-Solange (privé)

## Issoudun
- Lycée Honoré-de-Balzac
- Lycée Jean-d'Alembert

## La Châtre
- Lycée George-Sand

## Argenton-sur-Creuse
- Lycée Rollinat

## Le Blanc
- Lycée Pasteur